# Verde Island Passage

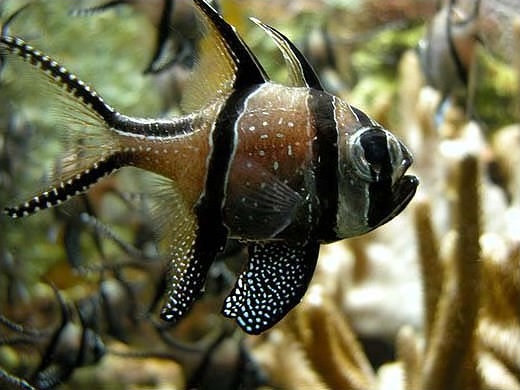
De juweelkardinaalbaars

Verde Island Passage, ook wel Isla Verde Passage, is een van de drukst bevaren zeestraten in de Filipijnen. Deze straat scheidt het grootste Filipijnse eiland Luzon ter hoogte van de provincie Batangas van het noorden van eiland Mindoro. De straat is op het smalste punt ruim 13 kilometer breed en vormt een verbinding tussen de Sibuyanzee in het oosten en de Zuid-Chinese Zee, ter hoogte van de Baai van Manilla, in het westen. In de zeestraat liggen diverse eilanden waaronder Verde en Maricaban. Aan de westelijke ingang liggen de Lubang-eilanden en aan de oostelijke ingang Marinduque.

## Flora en fauna
Verde Island Passage is behalve een druk bevaren scheepsroute, tevens een belangrijk natuurgebied. Het water zit vol koraalriffen en wordt door Conservation International beschouwd als het zee-ecosysteem met de hoogste biodiversiteit ter wereld. Enkele voorbeelden van de bijzondere soorten die er leven zijn de doopvontschelp, de walvishaai, de juweelkardinaalbaars (Pterapogon kauderni).

## Duiken
Verde Island Passage, en met name het eiland Verde, is vanwege het heldere water, de aanwezigheid van koraalriffen, de hoge biodiversiteit en de relatief gunstige ligging nabij Manilla, een van de beste duiklocaties in de Filipijnen. Ook liggen in deze wateren diverse interessante wrakken die veel duikers aantrekken. Zo ligt er in het zuidelijke deel van de zeestraat vlak voor het strand van Sabang in Puerto Galera een in 1620 gezonken Spaans Manillagaljoen. Het grootste deel het wrak werd in het verleden, en met name eind jaren 70 en begin jaren 80, al leeggeroofd. De kiel van het schip is geborgen en naar Puerto Galera gebracht ter conservatie. De resterende wrakstukken liggen nog steeds op de bodem. De meeste duikcentra in het gebied zijn gevestigd in de gemeente Puerto Galera.